# Universidad Politécnica de Nicaragua
La Universidad Politécnica de Nicaragua (UPOLI) fue una universidad de Nicaragua, cuya sede principal estaba en Managua, y contaba con tres recintos regionales en las ciudades de Boaco, Estelí y Rivas, y era una de las diez universidades que formaban parte del Consejo Nacional de Universidades (CNU), organización rectora de la Educación Superior en Nicaragua.
Fue fundada el 25 de noviembre de 1967 por decreto ejecutivo para funcionar como Instituto Politécnico de Nicaragua (POLI). Sin embargo, en 17 de abril de 1968 se abrió la matrícula comenzado con tres carreras Asistente Ejecutivo, Educación Física y Dibujo Publicitario. En 1969 se incorporaron las carreras como Enfermería y Diseño. En 1977 fue reconocida como universidad. En el 2018 fue uno de los puntos de resistencia de las protestas antigubernamentales en Nicaragua, dichas protestas que terminaron con la muerte de más de 300 personas.
La UPOLI cuenta 10,651 estudiantes de pregrado y posgrado, incluyendo su sede principal y sus tres recintos regionales. 
Asimismo, alberga la enseñanza en Educación Continua en postgrado y Centro de Idiomas en idioma inglés, y cuenta con siete institutos, siendo una de las primeras universidades del país en dedicar estudios exclusivos de Estudios de Género Archivado el 22 de julio de 2020 en Wayback Machine. y la promoción de la Cultura de Paz a través de su Instituto Martin Luther King Archivado el 22 de julio de 2020 en Wayback Machine..
El 2 de febrero del año 2022, la Asamblea Nacional de Nicaragua aprobó con 75 votos a favor, el decreto de cancelación de 14 asociaciones, fundaciones y universidades, entre ellas la Universidad Politécnica de Nicaragua (UPOLI) alegando que "habian violentando la Ley 147, que rige esas entidades".

## Refundación
La Asamblea Nacional de Nicaragua aprobó el 7 de febrero del 2022, con trámite de urgencia; la Ley Creadora de la Universidad Nacional Politécnica (UNP). De acuerdo con la exposición de motivos de la Ley Creadora de Universidad Nacional Politécnica (UNP), se crea esta universidad "como un centro de educación superior del Estado, con personalidad jurídica, autonomía funcional, técnica, administrativa y financiera, patrimonio propio, duración indefinida y plena capacidad para adquirir derechos y contraer obligaciones, miembro del Consejo Nacional de Universidades (CNU), y que será sucesora legal sin solución de continuidad de la extinta Universidad Politécnica de Nicaragua (UPOLI)".

## Escuelas
Está conformado por siete escuelas: 
- Escuela de Diseño
- Escuela de Enfermería
- Escuela de Ingeniería y Biotecnología
- Escuela de Teología
- Escuela de Negocios
- Escuela de Ciencias Jurídicas y Políticas
- Conservatorio de Música

## Institutos y Centros
Cuenta con Institutos y Centros adscritos: 
- CEBIOT (Centro de Estudios Biotecnologico)
- CIELAC (Centro de Investigación de Estudios Latinoamericanos)
- ICIDRI (Instituto de Capacitación e Investigación en Desarrollo Rural)
- IDEHU (Instituto de Estudios Humanísticos)
- IEG (Instituto de Estudios de Género)
- IMLK (Instituto Martin Luther King)
- ICEJP (Instituto Centroamericano de Estudios Jurídicos y Políticos)